# Haworthia chloracantha
Haworthia chloracantha és una espècie del gènere Haworthia de la subfamília de les asfodelòidies.

## Descripció
Haworthia chloracantha és una suculenta amb 18 a 25 fulles verticals, fermes o rugoses que formen una roseta amb un diàmetre de 2,5 a 4 cm. El limbe foliar és de color verd clar i fa entre 0,5 a 1,5 cm de llarg. La superfície de la fulla es dibuixa com una xarxa. Els marges de la fulla i la quilla estan coberts amb espines translúcides de fins a 0,3 mm de llargada. La inflorescència pot arribar a fer fins a 25 cm de llargada i consta de petites flors blanquinoses.

## Distribució
Haworthia chloracantha està estesa a la província de sud-africana del Cap Occidental, concretament a Swellendam, Herbertsdale i Schoemanshoek.
En el seu hàbitat, creix sobre afloraments de roques per sobre de penya-segats escarpats de conglomerats en un sòl poc profund i entre taques incrustades de molsa i líquens, sovint a l'ombra dels matolls. A l'hàbitat, aquesta planta s'hibrida amb tota llibertat amb Haworthia parksiana.

## Taxonomia
Haworthia chloracantha va ser descrita per Haw. i publicat a Saxifragëarum enumeratio. Accedunt revisiones plantarum succulentarum 2: 57, a l'any 1821.
Etimologia
Haworthia : nom en honor del botànic britànic Adrian Hardy Haworth (1767-1833).
chloracantha: epítet llatí d'origen grec que vol dir "flor de color verd pàl·lid, verd brillant, verd, groc".
Varietats acceptades
- Haworthia chloracantha var. chloracantha (varietat tipus)
- Haworthia chloracantha var. denticulifera (Poelln.) M.B.Bayer
- Haworthia chloracantha var. subglauca Poelln.[6]

Sinonímia
- Aloe chloracantha (Haw.) Schult. & Schult.f. (1829)
- Catevala chloracantha (Haw.) Kuntze (1891).[7]